# Augustinerkloster Zerbst

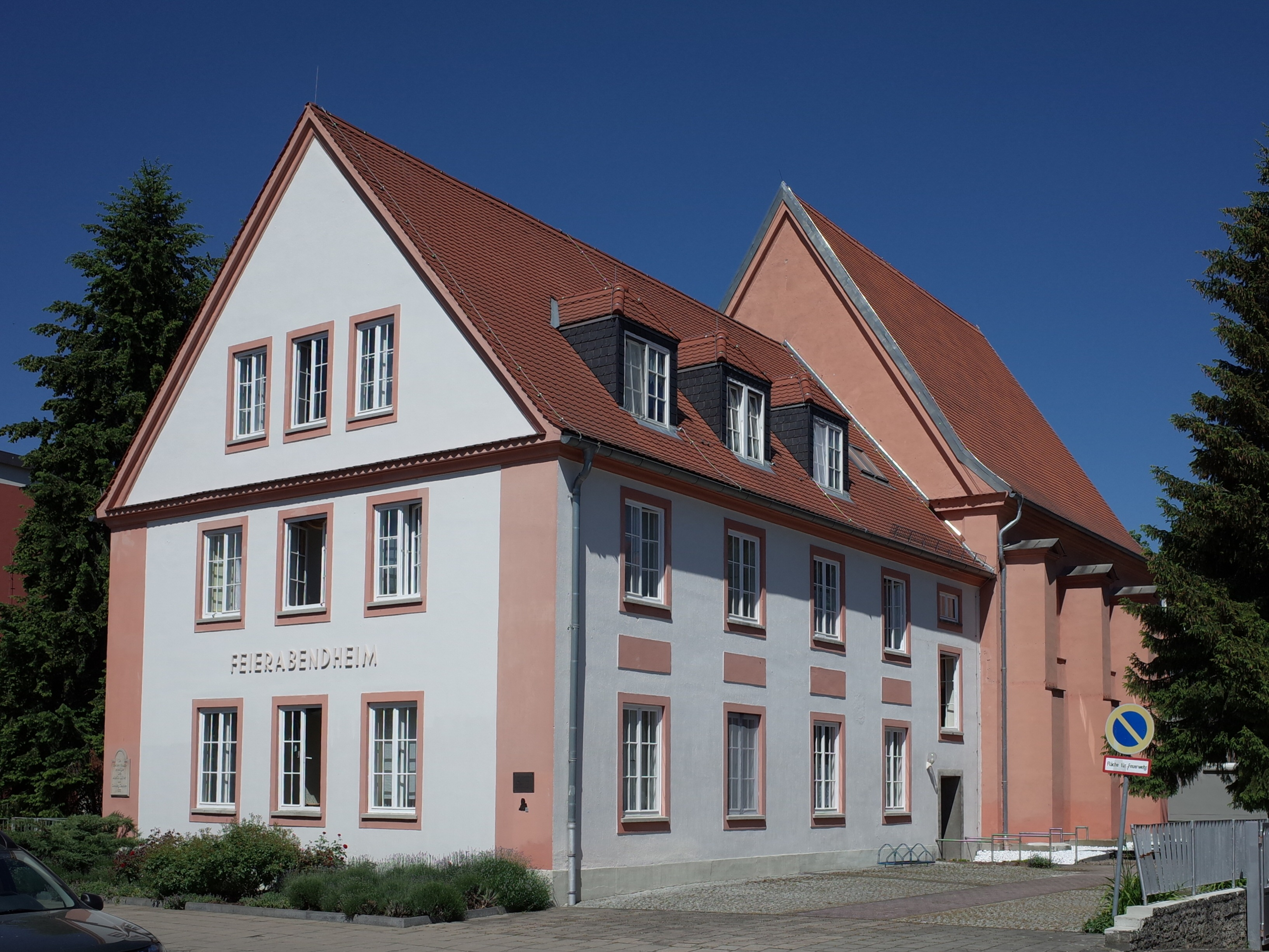
Augustinerkloster Zerbst

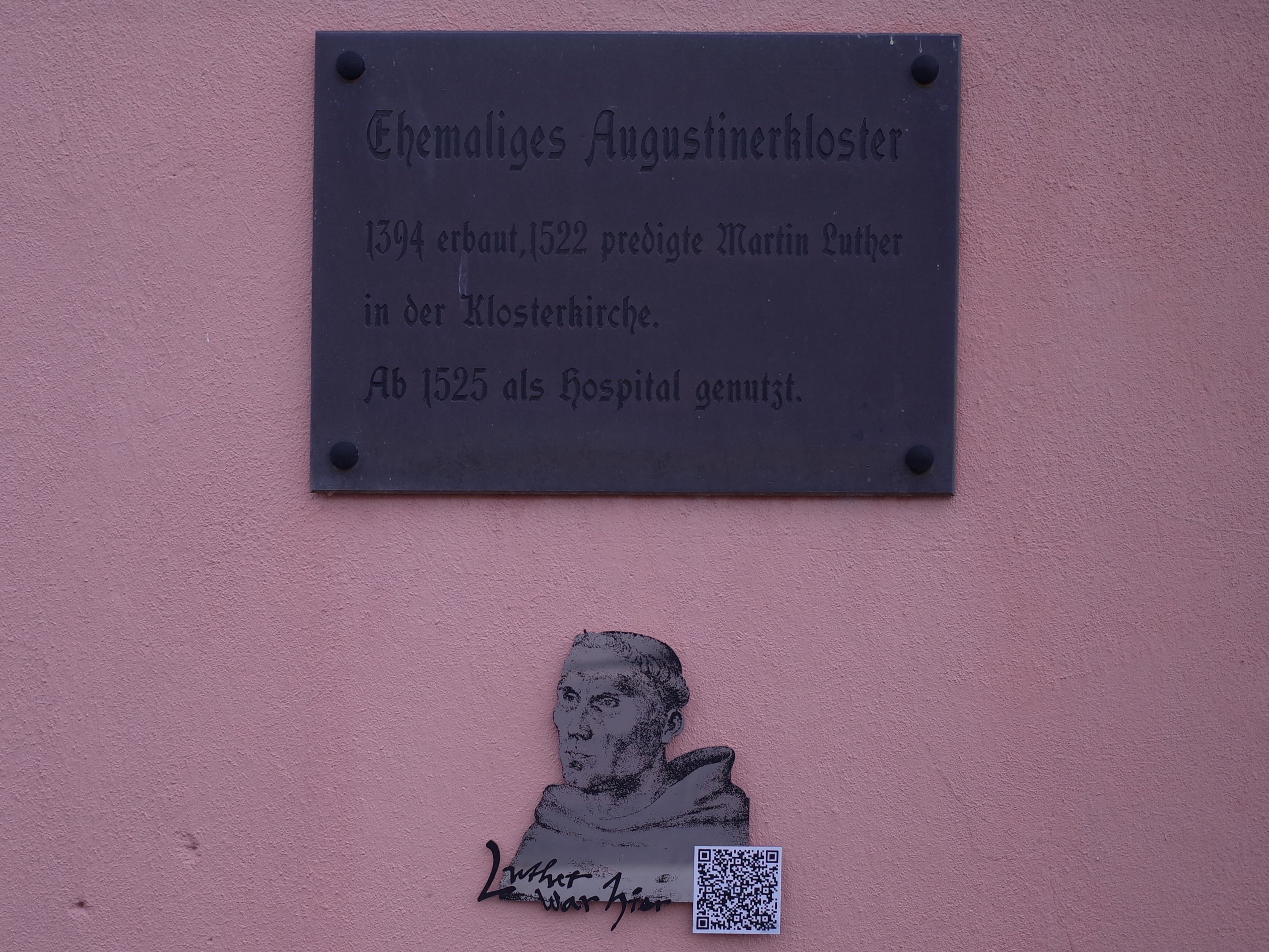
Informationstafel zum Kloster und QR-Code mit Luther-Orten in Sachsen-Anhalt

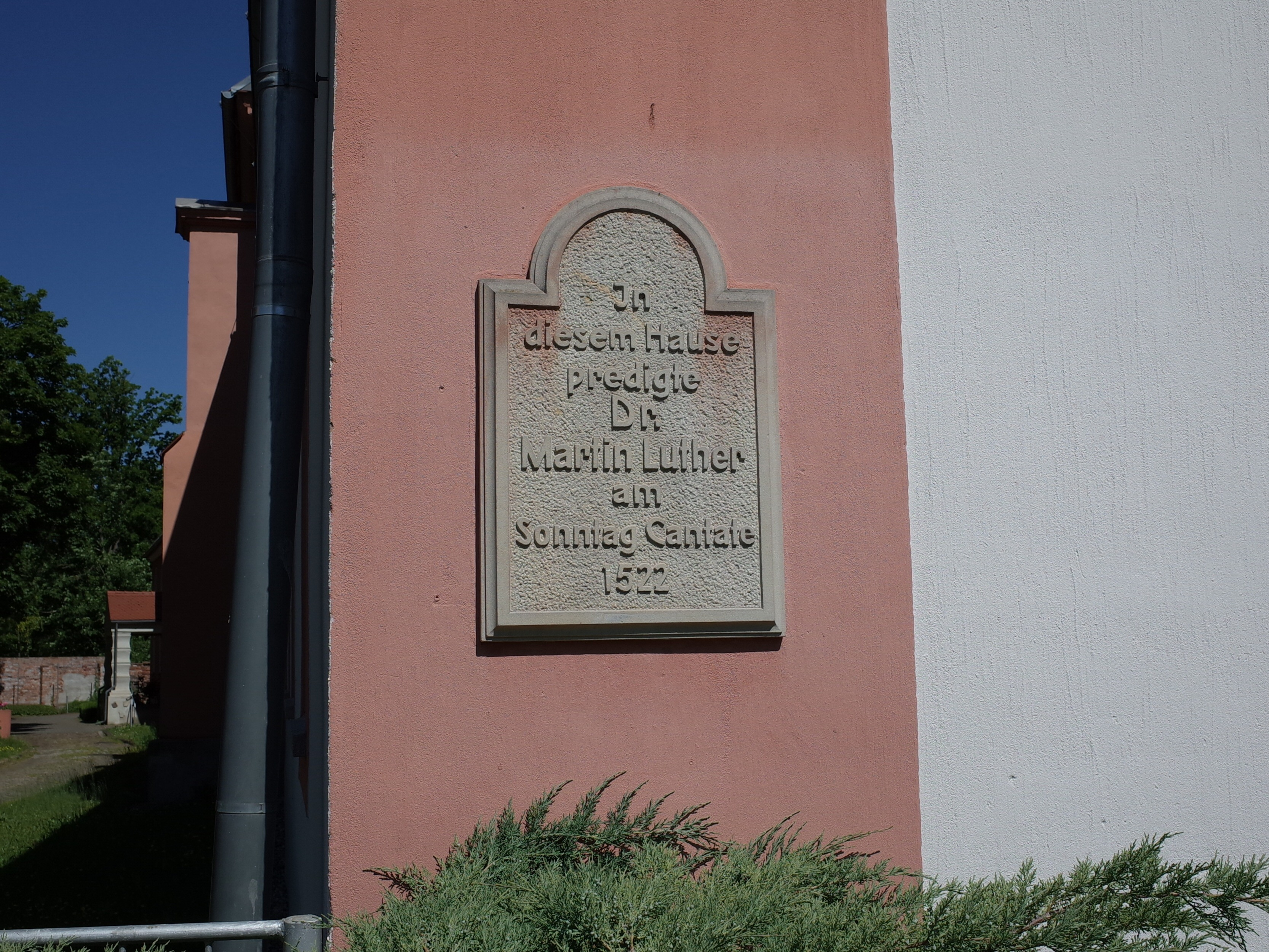
Informationstafel am Kloster

Das Augustinerkloster (auch Neues Kloster) war ein Kloster der Augustiner-Eremiten in Zerbst in Anhalt vom 14. bis zum 16. Jahrhundert.

## Lage
Das Augustinerkloster befand sich im Nordwesten der mittelalterlichen Stadt an der Stadtmauer neben der Nikolaikirche. Von den Klostergebäuden im Kreuzgang sind noch Teile erhalten.

## Geschichte
1390 hatte das Augustinerkloster Magdeburg vom Rat der Stadt ein Grundstück für den Bau eines Klosters zugewiesen bekommen. Die Nikolaikirche wurde vom Bartholomäistift abgegeben. 1396 wurde das Kloster erstmals als bestehend erwähnt.
1425 fand dort ein Provinzialkapitel der Ordensprovinz Sachsen-Thüringen statt.
1485 beschwerte sich der Rat der Stadt beim Papst über den schlechten Zustand der Mönchsklöster der Stadt, 1491 wurden vom Ordensprovinzial eine Abordnung zur Visitation des Klosters entsandt.
Das Kloster in Zerbst trat 1507 nicht der Observanzbewegung bei und beherbergte 1518 ein Kapitel der Deutschen Nichtobservanten-Kongregation.
1522 kam es in Zerbst zu Unruhen in der Nikolaikirche durch von reformatorischen Ideen beeinflusste Bürger. Luther kam darauf in die Stadt, predigte einmal im Augustinerkloster und danach dreimal vor der Bevölkerung. In der Folgezeit sanken die Einnahmen des Klosters, worauf einige Mönche das Kloster aus wirtschaftlichen Gründen verlassen mussten. 1525 verkauften die verbliebenen sechs Brüder das Kloster an den Rat der Stadt und teilten sich den Erlös.
Bereits 1526 war dort ein Hospital eingerichtet worden, das 1556 niederbrannte. Es wurde neu aufgebaut.
Die verbliebenen Gebäudereste wurden 1945 schwer beschädigt, einige Teile des Kreuzgangs sind jedoch erhalten.